# 엄마의 저금통장
《엄마의 저금통장》은 1984년 4월 13일에 방영된 KBS 1TV 청소년문학관 시리즈 중 첫 번째 작품이다.

## 줄거리
소설가 지망생인 명옥은 목수인 아버지와 알뜰한 엄마, 그리고 밑에 동생 셋을 두고 있으며, 가난하지만 여섯 식구가 서로를 아끼며 화목하게 살고 있다. 엄마는 항상 아이들에게 은행에 상당한 돈이 저축되어 있다며 걱정하지 말고 마음 든든히 살 수 있도록 말씀해 준다.
그러던 어느 날 명옥이 쓴 소설이 잡지에 싣겠다며 잡지사에서 연락이 오고, 함께 10만 원의 원고료를 받게 된다. 명옥은 엄마의 저금통장에 같이 저금해 달라고 하는데, 그제서야 엄마는 사실 은행에는 가본 적도 없다고 말한다.

## 등장 인물

### 주요 인물
- 최선아 : 명옥 역
- 김순철 : 명옥의 작은할아버지 역
- 정영숙 : 명옥의 어머니 역
- 노주현 : 명옥의 아버지 역
- 서승현 : 명옥의 큰이모 역
- 이미경 : 덕순 역 - 명옥의 작은이모

### 그 외 인물
- 신종섭
- 연규진 : 의사 역
- 김동수 : 최씨 역
- 이윤정
- 이재학
- 이종민
- 최석구 : 병원 방문객 역
- 문수화
- 윤효영